# Dasystole geminilinea
Dasystole geminilinea är en fjärilsart som beskrevs av Paul Dognin 1915. Dasystole geminilinea ingår i släktet Dasystole och familjen mätare. Inga underarter finns listade i Catalogue of Life.